# Acervoschwagerina
Acervoschwagerina es un género de foraminífero bentónico de la subfamilia Pseudoschwagerinae, de la familia Schwagerinidae, de la superfamilia Fusulinoidea, del suborden Fusulinina y del orden Fusulinida. Su especie tipo es Paraschwagerina (Acervoschwagerina) endoi. Su rango cronoestratigráfico abarca el Sakmariense (Pérmico inferior).

## Discusión
Clasificaciones más recientes incluyen Acervoschwagerina en la superfamilia Schwagerinoidea, y en la subclase Fusulinana de la clase Fusulinata.

## Clasificación
Acervoschwagerina incluye a las siguientes especies:
- Acervoschwagerina baomoshanensis †
- Acervoschwagerina endoi †
- Acervoschwagerina indolasa †
- Acervoschwagerina inusitata †
- Acervoschwagerina maclayi †
- Acervoschwagerina xinjiangensis †